# 陳奐 (成化進士)
陳奐（1435年—1504年），字朝美，福建漳州府漳浦縣人，民籍，明朝政治人物。

## 生平
早年出身國子生，成化四年（1468年）戊子科福建鄉試第七十四名。成化十一年（1475年）乙未科會試第七十五名，殿試登進士第三甲第九十九名。历官工部都水司主事、升屯田司郎中。累官贵州布政司參議兼按察司佥事。

## 家族
曾祖父陳則彜，贈吏部郎中。祖父陳翼，貢士。父陳貞。